# Enghien-les-Bains
Enghien-les-Bains je město v severní části metropolitní oblasti Paříže ve Francii v departmentu Val-d'Oise a regionu Île-de-France. Od centra Paříže je vzdálené 13,5 km.

## Geografie
Sousední obce: Montmorency, Deuil-la-Barre, Saint-Gratien, Soisy-sous-Montmorency a Épinay-sur-Seine.

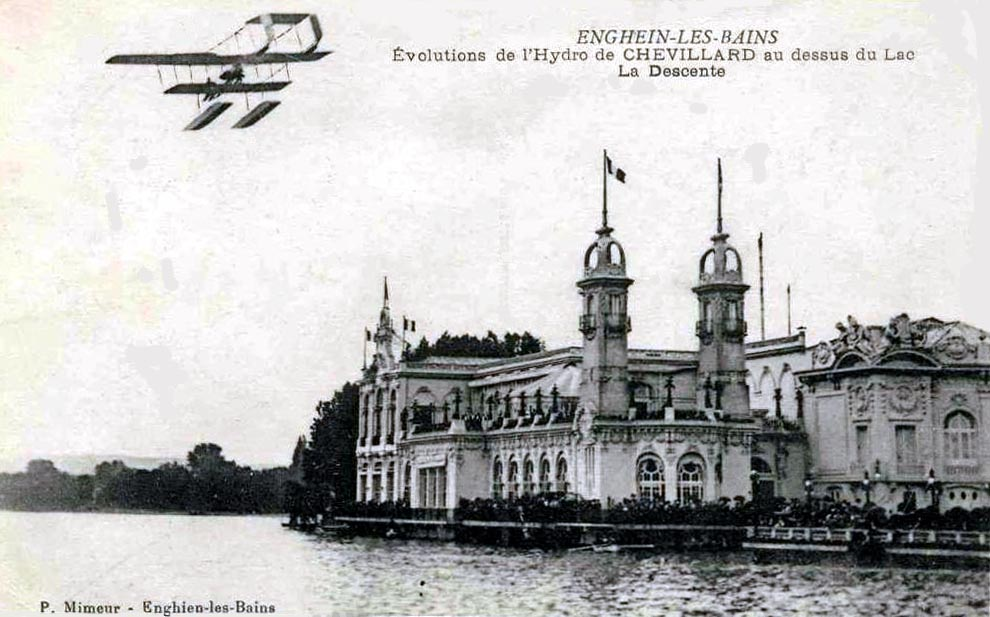
Hydroplán nad jezerem u historické budovy casina, kolem 1912

## Historie

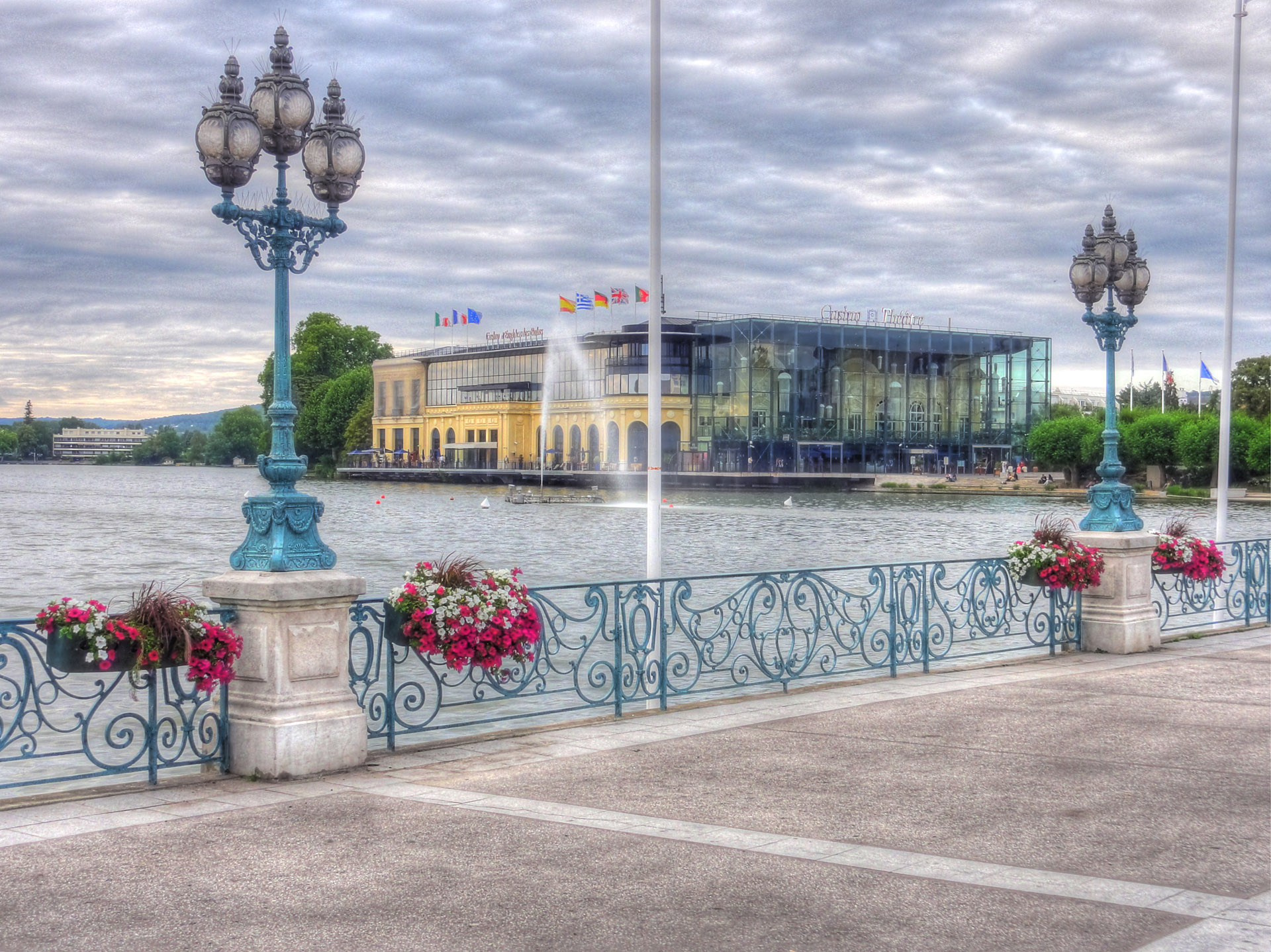
Současný stav casina po přestavbě a dostavbě divadla

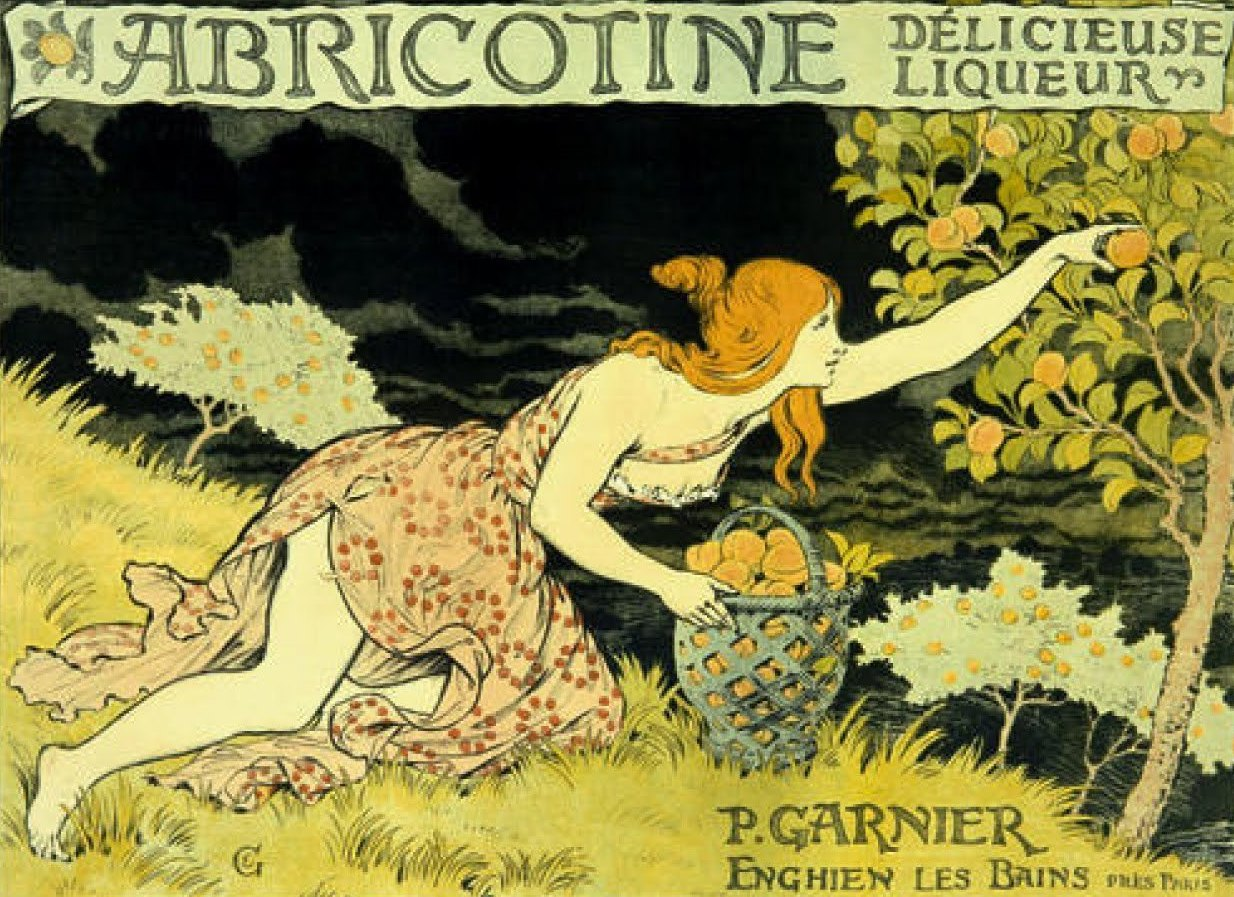
Reklama na likér Abricotine, kolem 1900

Sídlo bylo založeno roku 1850 jako lázeňské letovisko Pařížanů, po objevení léčivých účinků zdejších sirných pramenů. Velkorysý projekt se skládal z hotelů (k nejstarším patřil Quattre Pavillons), penzionů, restaurací, casina a přístavu na jezeře. S Paříží bylo spojeno železnicí, staré nádraží je dosud zachováno. Díky souběhu těchto priorit město brzy vyhledávali bohatí hosté z celého světa a stalo se také letní rezidencí mnoha pařížských umělců.

### Lázně
Na území města nachází vodní zdroje s obsahem síry, používané k léčbě ORL onemocnění a osteoartrózy.

### Gastronomie
Pochází odtud proslulý meruňkový likér Abricotine.

## Vývoj počtu obyvatel
Počet obyvatel

## Osobnosti města
- Friedrich Kalkbrenner (1785 – 1849), německý klavírista
- Horace Vernet (1789 - 1863), malíř a grafik
- Tristan Bernard (1866 - 1947), dramatik, spisovatel, humorista, novinář a právník
- Mistinguett (1875 - 1956), herečka, tanečnice a varietní zpěvačka

## Partnerská města
- Bad Dürrheim, Bádensko-Württembersko, Německo
- Enghien, Belgie